# You Gotta Pay the Band
You Gotta Pay the Band — студийный альбом американской певицы Эбби Линкольн, записанный при участии саксофониста Стэн Гетца и выпущенный в 1991 году на лейбле Verve Records.
Альбом занял первое место в джазовом чарте журнала Billboard, к маю 1992 года продажи составили шестьдесят тысяч копий, а уже к маю 1993 года превысили сто тысяч копий, из них на Францию пришлось двадцать пять тысяч.
Альбом получил номинацию на 35-й церемонии «Грэмми» за лучшее джазовое вокальное исполнение.

## Отзывы критиков
| Оценки критиков                            | Оценки критиков |
| Источник                                   | Оценка          |
| ------------------------------------------ | --------------- |
| AllMusic                                   | [ 4 ]           |
| DownBeat                                   | [ 5 ]           |
| The Encyclopedia of Popular Music          | [ 6 ]           |
| MusicHound Jazz: The Essential Album Guide | [ 7 ]           |
| The Penguin Guide to Jazz                  | [ 8 ]           |
| The Rolling Stone Jazz & Blues Album Guide | [ 9 ]           |

Обозреватель издания Billboard отметил: Гортанный вокал Линкольн идеально сочетается с воздушным тенором Гетца, прозвучавшим на одной из его последних и лучших сессий, сделанных перед его смертью. Великолепное сочетание дополняют Хэнк Джонс, Чарли Хейден и Марк Джонсон, которые проявляют высочайшее сочувствие к волнующему выступлению певицы. В журнале DownBeat написали: «Леди Дэй и Прес, должно быть, вновь посетили Землю в тот день, когда была сделана эта запись — альбом, в атмосфере которого витают горечь и острота. Голос Линкольн — это чёрная земля, саксофон Гетца — мягкие летние облака». Линн Нормент из Ebony рекомендовала альбом к прослушиванию. В журнале Entertainment Weekly посчитали, что к Эбби Линкольн, возможно, наконец-то придёт признание как великой певице, которой она является. Фил Гарланд из Stereo Review заявил, что каждый новый альбом Эбби Линкольн не только содержит изысканно созданную музыку, но и дополняет образ джазовой певицы, которая также является композитором, актрисой, поэтессой и политической активисткой, и что богатыми плодами её опыта изобилует и её новый релиз.
Рецензент Скотт Яноу из AllMusic: «Тенор Гетца очень хорошо сочетается с голосом Линкольн, заставляя пожалеть, что они не встречались раньше. С пианистом Хэнком Джонсом, басистом Чарли Хейденом, барабанщиком Марком Джонсоном и альтисткой Максин Роуч, дополняющим группу, неудивительно, что Линкольн звучит типично вдохновенно. На самом деле, её версия „Brother, Can You Spare a Dime?“ немного неудачна из-за устаревших текстов (которые следовало бы доработать, чтобы они подходили женщинам). Однако „Bird Alone“, „Up Jumped Spring“ Фредди Хаббарда (на слова Линкольн) и пять её оригинальных песен более чем компенсируют это. Рекомендуется».

## Список композиций
1. «Bird Alone» (Эбби Линкольн) — 8:33
2. «I’m in Love» (Джоан Гриффин) — 6:11
3. «You Gotta Pay the Band» (Эбби Линкольн) — 4:47
4. «Brother, Can You Spare a Dime?» (Йип Харбург, Джей Горни) — 6:45
5. «You Made Me Funny» (Эбби Линкольн) — 3:00
6. «And How I Hoped for Your Love» (Эбби Линкольн. Р. Б. Линч) — 3:35
7. «When I’m Called Home» (Эбби Линкольн) — 5:24
8. «Summer Wishes, Winter Dreams» (Алан Бергман, Мэрилин Бергман, Мишель Легран) — 6:26
9. «Up Jumped Spring» (Эбби Линкольн, Фредди Хаббард) — 4:35
10. «A Time for Love» (Джонни Мэндел, Пол Фрэнсис Уэбстер) — 8:40

## Участники записи
- Альт — Максин Роуч (1, 10)
- Аранжировка — Рэндольф Ноэль
- Бас-гитара — Чарли Хейден
- Вокал, аранжировка — Эбби Линкольн
- Звукорежиссёр — Ричард Эпплгейт
- Продюсер — Жан-Филипп Аллар
- Тенор-саксофон — Стэн Гетц
- Ударные — Марк Джонсон
- Фортепиано — Хэнк Джонс

Сведения взяты из аннотации к альбому.

## Чарты

### Еженедельные чарты
| Чарт (1992)                     | Высшая позиция |
| ------------------------------- | -------------- |
| США (Billboard Top Jazz Albums) | 1              |

### Годовые чарты
| Чарт (1992)                     | Позиция |
| ------------------------------- | ------- |
| США (Billboard Top Jazz Albums) | 4       |